# Estació de Charles de Gaulle - Étoile
L'estació de Charles de Gaulle — Étoile és una estació del metro de París i de la xarxa de ferrocarril urbà de l'RER. Es troba al límit dels arrondissements 8è i 17è. Originalment es deia simplement Étoile, i deu el seu nom a Charles de Gaulle i la Place de l'Étoile.
Les andanes es troben a sota de la Place de l'Étoile, actualment Place Charles de Gaulle, que se situa a l'extrem de l'avinguda dels Camps Elisis. Les línies 1 i 2 tenen andanes pels dos costats, mentre que el tèrminus de la línia 6 és una via única amb dues plataformes disposades en bucle; els passatgers baixen per l'andana esquerra i pugen per l'andana dreta. Els trens surten immediatament d'aquesta estació i fan una parada més llarga a Kléber.
L'estació de metro va ser inaugurada el 1900, mentre que l'estació de l'RER, a 30 metres més de profunditat, va ser oberta el 1970.
Plantilla:Línia 2 del metro de París
Plantilla:Línia 6 del metro de París